# كالي بيوركلاند
كالي بيوركلاند (بالسويدية: Karl-Gunnar Björklund)‏ هو مدرب كرة قدم ولاعب كرة قدم سويدي، ولد في 2 ديسمبر 1953 في فاكسيو في السويد. شارك مع منتخب السويد لكرة القدم. أما مع النوادي، فقد لعب مع نادي أوسترس.

## وصلات خارجية
- كالي بيوركلاند على موقع قاعدة بيانات كرة القدم.إي يو (الإنجليزية)
- كالي بيوركلاند على موقع ناشيونال فوتبول تيمز (الإنجليزية)